# Akpwakoum
Les Akpwakoum (ou Bakoum, Kwakum) sont une population vivant dans le sud-est du Cameroun, le département du Haut-Nyong et particulièrement dans l'arrondissement de Doumé.
Ils parlent le kwakum, une langue bantoue.